# Anne Halkett
Anne Halkett, född 1623, död 1699, var en engelsk författare. Hon är främst känd för den självbiografi som skildrar hennes liv under det engelska inbördeskriget, vilken utgavs 1677-1678.